# Аэродромная улица (Санкт-Петербург)
Аэродро́мная улица — улица в Приморском районе Санкт-Петербурга. Проходит от Коломяжского проспекта до Полевой Сабировской улицы (фактически до Байконурской улицы).

## История
2 ноября 1973 года вновь застраиваемая магистраль в Ждановском районе (современный Приморский район) от Коломяжского проспекта до Байконурской улицы была названа Аэродромной улицей. Такое название присвоено улице в связи с тем, что она расположена на территории бывшего Комендантского аэродрома. 31 января 2017 года Аэродромная улица была юридически продлена до Полевой Сабировской улицы.
Начиная с 1908 года на Коломяжском ипподроме устраивались полёты авиаторов. Осенью 1910 года для полётов было приспособлено и находившееся рядом Комендантское поле, которое стали называть Комендантским аэродромом. На этом аэродроме проводились всероссийские праздники воздухоплавания, так называемые авиационные недели. В 1920—1930 годах аэродром был в основном учебным. На нём курсанты-учлёты (ученики лётчиков) проходили практику.
Видную роль сыграл Комендантский аэродром в годы Великой Отечественной войны. В период блокады здесь приземлялись транспортные самолёты, доставлявшие в город продовольствие и увозившие обратным рейсом эвакуируемых ленинградцев.
На месте гибели известного авиатора Льва Мациевича в 1912 году был установлен памятный камень (архитектор И. А. Фомин). Ныне это сквер между домами № 11/1 и 13/1 по Аэродромной улице и домом № 6 по Богатырскому проспекту, который носит название «сквер Мациевича». В 1980—2000-х годах памятных знак находился на площади Льва Мациевица.
Первыми жилыми домами на территории бывшего Комендантского аэродрома стали дома № 7 и 9 по Аэродромной улице (серия 1ЛГ-600 А).

## Пересечения
- Коломяжский проспект
- Серебристый бульвар
- Байконурская улица

## Транспорт
Ближайшая к Аэродромной улице станция метро — «Пионерская».

## Объекты
- Троллейбусный парк № 6 — дом 12

- Вид сквера с Аэродромной улицы, 26.11.2017
- Вид сквера сверху, 23.10.2018
- У дома №15, к Серебристому бульв., 10.10.2020
- У дома №15, к Коломяжскому пр., 10.10.2020
- У дома №9, к Коломяжскому пр., 15.08.2023